# Saffimbec
Le Saffimbec est un affluent de l'Austreberthe en Seine-Maritime, dans la région Normandie.

## Hydronymie
Le nom est attesté sous la forme Saphimbec en 1253 ; de Safinbecco (sans date).
L’élément -bec est récurrent pour désigner des cours d'eau en Normandie, il signifie « ruisseau » et est d'origine noroise,. Le premier élément Saffim- n'est pas déterminé avec certitude, cependant il peut s'agir du vieux norois sæfing « sacrifice païen », voire du nom de personne anglo-saxon Saewinn. Safin- s'est peut-être développé à partir du norois sef « jonc », la forme gaëlique correspondante, dont serait issu ce nom propre norois, étant sibin(n).
Homonymie avec le Safinbec (Calvados, Safinbeco 1252), cours d'eau non identifié de la région de Falaise.

## Description
Il est le produit d'un réseau de multiples sources émanant du plateau cauchois entre Motteville et Limésy; et se jette dans l'Austreberthe à Pavilly . 